# NodeBox

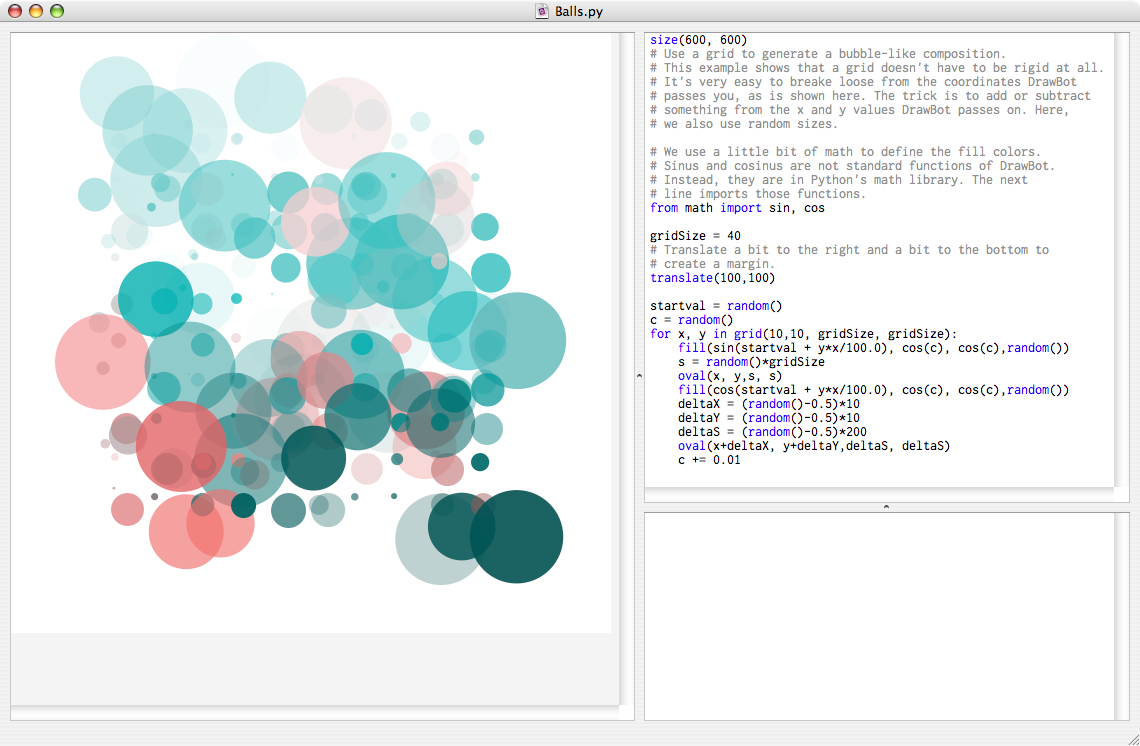
La imagen representa una captura de pantalla del programa en el que se aprecia el código que genera la imagen

NodeBox es una aplicación de código abierto para programación de gráficos 2D y gráficos en lenguaje Python. Funciona en el sistema operativo Mac OS X. Está inspirado en tecnologías como la OpenGL y PostScript. La sintaxis es parecida a un lenguaje de programación. NodeBox está basado en otro proyecto de código abierto llamado DrawBot.

## Documentos generados por el programa
NodeBox puede generar documentos de tipo PDF (Portable Document Format). Documentos que fácilmente pueden ser certificados con el código de colores CMYK, fuentes incrustadas e imágenes. Además puede generar películas de tipo QuickTime.

## Usos
NodeBox se usa, de manera frecuente, en la investigación del diseño gráfico y en el campo de la inteligencia artificial. Algunos proyectos dignos de mención son:
- Prism, un algoritmo para la creación de una paleta de colores sobre cualquier sujeto. Usa Internet como una base de datos semántica.
- Flowerewolf, un generador de poemas experimental que usa WordNet generando poemas visuales mostrando similitudes con el escritor Belga Paul Van Ostaijen.
- Percolator, un nuevo agregador y visualizador que recoge nuevos sitios y crea collages representando la materia.
- Dryad, un tipo de letra basado en el crecimiento arborescente usando sistemas L.